# Distretto di Sarıyahşi
Il distretto di Sarıyahşi (in turco Sarıyahşi ilçesi) è uno dei distretti della provincia di Aksaray, in Turchia.